# Comté de Cumberland (Illinois)
Pour les articles homonymes, voir Comté de Cumberland.
Le comté de Cumberland est un comté situé dans l'État de l'Illinois, aux États-Unis. En 2000, sa population est de 11 253 habitants. Son siège est Toledo.